# Паданг
Пада́нг, также Па́данг (индон. Padang) — город, морской порт в Индонезии.
Является столицей провинции Западная Суматра, третий по величине город острова. Паданг соединён паромным сообщением с Джакартой, есть международный аэропорт. Население составляет 757 600 жителей.
В городе располагается несколько университетов, университет Андалас основан в 1955 году и является одним из старейших университетов Индонезии.

## История
С XVI века Паданг является важным торговым центром. В 1663 году контроль над городом установили голландцы. Дважды контроль над городом переходил к англичанам: первый раз с 1781 по 1784 год во время первой англо-голландской войны, и снова с 1795 по 1819 год во время наполеоновских воин. Примерно до 1780 году основным предметом экспорта было золото. После истощения золотых копей основным продуктом экспорта стало кофе, соль и текстиль.
В 1797 году на Паданг обрушилось цунами с высотой волн 5-10 м, произошедшим после Суматранского землетрясения 1797 года амплитудой 8,5-8,7 балла. В результате землетрясения городу был причинён значительный ущерб и погибло 2 человека. Цунами были выброшены на берег пришвартованные в реке Арау суда, в том числе 200-тонные корабли. В 1833 году на Паданг обрушилось очередное цунами с высотой волн 3-4 метра.
К моменту провозглашения Индонезией независимости в Паданге проживало около 50 00 жителей. К 1940-м основным предметом экспорта стали кофе и копра. Бурный рост численности населения города в последующие годы стал результатом как естественного прироста населения, так и миграции населения из других районов страны.
30 сентября 2009 года значительная часть Паданга была разрушена в результате землетрясения. Вследствие землетрясения погибло 313 жителей города

## Климат
Паданг расположен в зоне экваториального климата. Паданг — один из самых влажных городов Индонезии. Годовая норма осадков — около 4 300 мм в год. Самый сухой месяц года — февраль, с нормой осадков в 250 мм. Температура в течение года практически постоянна и составляет порядка 26 °C.
- Набережная
- Паданг на карте Индонезии

## Население
| Год  | Численность | Численность |
| ---- | ----------- | ----------- |
| 1893 | 12 000      | [ 10 ]      |
| 1930 | 52 000      | [ 11 ]      |
| 1971 | 196 300     | [ 12 ]      |
| 1984 | 726 000     | [ 13 ]      |
| 2012 | 821 700     | [ 14 ]      |
| 2020 | 909 040     | [ 1 ]       |